# ووید آو ویژن
ووید آو ویژن (انگلیسی: Void of Vision) یک گروه متال‌کور استرالیایی از ملبورن است که در سال ۲۰۱۳ آغاز به کار کرد.